# Michaela Hailbronner
Michaela Hailbronner ist eine deutsche Juristin. Seit 2023 ist sie Professorin für Öffentliches Recht an der Universität Münster.

## Werdegang
Von 2001 bis 2007 studierte Hailbronner Rechtswissenschaften an der Albert-Ludwigs-Universität Freiburg und am Trinity College Dublin als Stipendiatin der Studienstiftung des deutschen Volkes. Von 2007 bis 2009 absolvierte sie das Referendariat am Kammergericht Berlin mit Stationen am Bundesministerium für wirtschaftliche Zusammenarbeit und Entwicklungen und beim Auswärtigen Amt.
Anschließend erwarb sie einen Master of Laws (LL.M) an der Yale Law School. Dort wurde sie auch 2013 mit ihrer Arbeit Traditions and Transformations: The Rise of German Constitutionalism bei Bruce Ackerman promoviert (gefördert durch ein Stipendium der Studienstiftung). Der Aufsatz zu ihrer Dissertation wurde 2015 vom International Journal for Constitutional Law (ICON) mit dem Inaugural Best Paper Prize ausgezeichnet. Von 2013 bis 2014 arbeitete Hailbronner als Referentin am Max-Planck-Institut für ausländisches öffentliches Recht und Völkerrecht.
Daraufhin verbrachte sie einen zweijährigen Forschungsaufenthalt an der University of Pretoria am Institute for International and Comparative Law in Africa, gefördert durch das Feodor Lynen-Forschungsstipendium der Alexander-von-Humboldt-Stiftung. Nach einem Aufenthalt als Gastprofessorin an der University of Ottawa im Januar 2016 arbeitete sie bis Anfang 2019 als Wissenschaftliche Mitarbeiterin für Niels Petersen am Institut für Öffentliches Recht, Völker- und Europarecht sowie empirische Rechtsforschung der Universität Münster. Im Herbst 2019 absolvierte sie einen Aufenthalt als Gastprofessorin an der University of Wisconsin-Madison.
Im selben Jahr erhielt sie eine Professur für Öffentliches Recht und Menschenrechte an der Justus-Liebig-Universität Gießen im Rahmen eines Tenure-Tracks (W1-W2). 2022 erhielt sie sodann einen Ruf an die Universität Münster, an der sie seit Januar 2023 den Lehrstuhl für deutsches und internationales öffentliches Recht und Rechtsvergleichung innehat. Im Frühjahr 2023 verbrachte sie einen Forschungsaufenthalt am Bonavero Institute of Human Rights an der University of Oxford.
Ihre Forschungsschwerpunkte liegen im Bereich des vergleichenden Öffentlichen Rechts, der Menschenrechte und der Verfassungstheorie.
Hailbronner ist seit 2016 Mitglied des Fachbeirats des International Journal of Constitutional Law (ICON) und seit 2021 (bis 2024) stellvertretende Generalsekretärin der mit dem Journal assoziierten International Society of Constitutional Law (ICON-S). 2018 gründete sie zudem zusammen mit Christoph Möllers und Tim Wihl den deutschen Ableger der ICON-S.
Sie ist Mitherausgeberin des Verfassungsblogs.

## Schriften (Auswahl)
- Traditions and Transformations: The Rise of German Constitutionalism, Oxford University Press, 2015, ISBN 978-0-19-873542-7.
- Rethinking the Rise of the German Constitutional Court: From Anti-Nazism to Value Formalism, International Journal of Constitutional Law (ICON), Band 12 (3), 2014, S. 626–649, doi:10.1093/icon/mou047.